# Nikandr Yevlampyevich Chibisov
Thượng tướng Nikandr Evlampyevich Chibisov (tiếng Nga: Никандр Евлампиевич Чибисов; 5 tháng 11 (lịch cũ 24 tháng 10) năm 1892 tại stanitsa Romanovskaya (tỉnh Rostov) - 20 tháng 9 năm 1959 tại Minsk) là một tướng lĩnh quân sự Liên Xô và là Anh hùng Liên Xô (1943).

## Thân thế và khởi đầu binh nghiệp
Nikandr Evlampyevich Chibisov tại làng Romanovskaya (nay là quận Volgodonsky của vùng Rostov) trong một gia đình người Nga thuộc tầng lớp lao động (theo các nguồn khác, là tầng lớp trung lưu). Thời thanh niên, ông theo học tại Chủng viện Thần học Sông Don. Tháng 6 năm 1912, ông đăng ký tình nguyện quân sự và đã vượt qua bậc 2. Ông làm việc với tư cách là chủ quản một nhà kho nông nghiệp ở bộ phận đất đai của làng Kletskaya, tỉnh Sông Don.
Ông được gọi đi nghĩa vụ quân sự trong Quân đội Đế quốc Nga vào tháng 10 năm 1914. Ông phục vụ như một binh sĩ trong trung đoàn khinh binh cận vệ hoàng gia cho đến tháng 3 năm 1915. Sau đó ông được cử đi học và tốt nghiệp Trường Sĩ quan Peterhof năm 1915. Sau khi trở về trung đoàn, ông đã chiến đấu trên các mặt trận phía Tây và Tây Nam của Thế chiến thứ nhất, thăng dần lên cấp bậc Đại úy. Ông đã được trao tăng 3 Huân chương Thập tự Thánh Georgy..
Đầu năm 1917, ông bị thương. Sau khi bình phục, ông tiếp tục trở về chiến đấu trên cương vị chỉ huy cấp tiểu đoàn. Tháng 2 năm 1918, ông bị quân Đức bắt được ở Lutsk, nhưng ngay sau đó, ông cùng một nhóm binh sĩ đã trốn được và về đến được Petrograd.

## Nội chiến
Ông gia nhập Hồng quân tháng 2 năm 1918, cùng với những tình nguyện viên đầu tiên. Trong cuộc Nội chiến Nga, đầu tiên, ông được phân công chỉ huy một trung đội ở một tiền đồn biên giới với Phần Lan trên eo đất Karelia, sau đó là trung đội trưởng của tiểu đoàn 7 Peterhof chiến đấu chống lại người Phần Lan ở vùng Kemi. Từ tháng 8 năm 1918, ông là chỉ huy đại đội trong Trung đoàn súng trường 9 của Quân đoàn 7, từ tháng 11 năm 1918, ông là một tiểu đoàn trưởng trong Trung đoàn súng trường 166, tham gia trận chiến chống lại quân Bạch vệ của tướng N.N. Yudenich và có tham chiến trong trận chiến Narva.
Kể từ cuối tháng 4 năm 1919, ông là chỉ huy của Trung đoàn Bộ binh 86, từng bị thương trong cuộc chiến chống quân Bạch vệ. Tháng 12 năm 1918, ông là trợ lý tham mưu trưởng Lữ đoàn Bộ binh 30 thuộc Sư đoàn 10 Bộ binh của Tập đoàn quân 16 thuộc Mặt trận phía Tây. Ông đã chiến đấu với quân Ba Lan trong cuộc chiến tranh Xô-viết năm 1920. Đầu năm 1921, ông tham gia đàn áp các cuộc nổi dậy chống chính quyền Liên Xô ở các tỉnh Tambov và Voronezh.

## Giữa hai cuộc chiến
Sau khi kết thúc Nội chiến, Chibisov có hai năm (1921-1923) tham gia trong các nhóm quân sự đặc nhiệm ChON (Части Особого Назначения - ЧОН) hỗ trợ về mặt quân sự cho chính quyền Xô viết địa phương. Từ tháng 11 năm 1923, ông được điều động phục vụ trong Quân khu Leningrad trong nhiều năm: trợ lý tham mưu trưởng Quân đoàn 1 Bộ binh, từ tháng 11 năm 1924 - chỉ huy hành quân của quân đoàn này, từ tháng 2 năm 1926 - tham mưu trưởng của Sư đoàn 16 Bộ binh, và từ tháng 1 năm 1927 - trợ lý trưởng chỉ huy sở, và kể từ tháng 8 năm 1930 - một lần nữa là tham mưu trưởng của Sư đoàn 16y.
Ông tốt nghiệp Học viện Quân sự Frunze năm 1935. Sau đó, ông lại đứng đầu sở chỉ huy của Sư đoàn 16 Bộ binh. Từ tháng 11 năm 1936, ông là trưởng phòng 2 của Bộ tư lệnh Quân khu Leningrad. Kể từ tháng 8 năm 1937 - chỉ huy Sư đoàn súng trường 85 của Quân khu Ural. Từ tháng 3 đến tháng 5 năm 1938 - chỉ huy của Quân đoàn súng trường 4 thuộc Quân khu Belarus.
Kể từ ngày 15 tháng 6 năm 1938, ông được bổ nhiệm làm Tham mưu trưởng Quân khu Leningrad. Trong cuộc chiến tranh Xô - Phần, ông là Tham mưu trưởng Quân đoàn 7 của Mặt trận Tây Bắc. Từ tháng 7 năm 1940, ông là phó chỉ huy quân đội của Quân khu Leningrad, và từ tháng 1 năm 1941, phó chỉ huy quân đội của Quân khu Odessa.

## Chiến tranh Vệ quốc vĩ đại
Khi chiến tranh bùng nổ, Chibisov đang là Trung tướng, Phó Tư lệnh quân khu Odessa. Ông được bổ nhiệm làm tư lệnh quân khu này vào tháng 6/1941 và giữa cương vị này đến tháng 8/1941 đồng thời là tạm quyền Tư lệnh tập đoàn quân Primorsky.
Cuối tháng 7 ông được điều đến Phương diện quân Bryansk với chức vụ Phó tư lệnh lực lượng phương diện quân, đồng thời là chỉ huy trưởng nhóm tác chiến của Phương diện quân Bryansk. Từ ngày 7 đến ngày 12 tháng 7 năm 1942 - Tư lệnh Phương diện quân Bryansk, sau đó lại là Phó Tư lệnh Phương diện quân Bryansk.
Từ tháng 8 năm 1942, ông là Tư lệnh Tập đoàn quân 38 thuộc phương diện quân Bryansk (từ tháng 9 năm 1942 - trên mặt trận Voronezh). Dưới sự chỉ huy của ông, tập đoàn quân 38 đã dẫn đầu các vị trí phòng thủ gần Voronezh trong suốt nửa cuối năm 1942 và giữ vững vị trí của mình. Trong tháng 1 - tháng 3 năm 1943, tập đoàn quân 38 tham gia chiến dịch Voronezh-Kastorno và các chiến dịch tấn công Kharkov. Trong giai đoạn phòng thủ của Trận Kursk (5-23 tháng 7), tập đoàn quân 38 đã tham gia đẩy lùi cuộc tấn công ở khu vực Oboyansk và Prokhorov.
Tướng Chibisov đã chỉ huy thành công Tập đoàn quân 38 trong Trận Dnepr. Trong chiến dịch Sumy-Priluki, các đơn vị của tập đoàn quân 38 đã giải phóng các thành phố Sumy (2 tháng 9), Romny (16 tháng 9), Priluki (18 tháng 9, phối hợp với Tập đoàn quân 40), vào cuối tháng 9 đã vượt qua Dnepr ở phía bắc Kiev và đã tạo ra đầu cầu Lyutezhsky, sau đó giữ chắc và mở rộng nó ra rất nhiều.
Theo sắc lệnh của Đoàn Chủ tịch Xô Viết Tối cao Liên Xô ngày 29 tháng 10 năm 1943, tướng Nikandr Evlampievich Chibisov đã được phong tặng danh hiệu Anh hùng Liên Xô cùng với Huân chương Lê-nin và huân chương Sao vàng (Không. 1220). Ngày 7 tháng 11 năm 1943, Chibisov được thăng quân hàm Thượng tướng.

## Danh hiệu

### Đế quốc Nga
- Huân chương Thập tự Thánh Georgy, bậc 2, 3, 4

### Liên Xô
- Anh hùng Liên Xô (29.10.1943);
- Huân chương Lenin (21.03.1940, 29.10.1943, 21.02.1945);
- Huân chương Cờ đỏ (22.02.1938; 3.11.1944, 24.06.1948);
- Huân chương Suvorov hạng Nhất (8.02.1943);

## Lược sử quân hàm
- Đại tá — 13.12.1935;
- Lữ đoàn trưởng (Комбриг) — 17.2.1938;
- Sư đoàn trưởng (Комдив) — 4.11.1939;
- Quân đoàn trưởng (Комкор) — 21.3.1940;
- Trung tướng — 4.6.1940;
- Thượng tướng — 7.11.1943.